# مثيوة
مثيوة هي قبيلة أمازيغية من قبائل غمارة من قبيلة مصمودة. مثيوة هي اتحاد كونفدرالي قوي، من شمال المغرب. وقد تقسمت القبيلة المثيوية إلى اثنين (ريافة وجبالة). لمثيوة تاونات (جبالة) نفس المنشأ والأصل كما لمثيوة الريف (الجبهة).
مثيوة تاونات، هي قبيلة معربة مثل جميع القبائل الأخرى بإقليم تاونات. ومع ذلك، فإنها تحتفظ بالكثير من الكلمات الأمازيغية كغيرها من القبائل البربرية بتاونات.

## حرب الريف
خلال حرب الريف، كانت مثيوة مع عبد الكريم الخطابي مثل جميع قبائل تاونات. عدى الشريف حجامي من قبيلة جاية كان حتى عام 1912 مع الريصوني. كانت قبائل تاونات أول من هاجم الجيش الاستعماري في مدينة فاس سنة 1912 تحت قيادة الشريف سيدي محمد حجامي، كما فعلت بين 1909 و1912 في منطقة الريف تحت قيادة الشريف أمزيان. بعد 1912، ولقد تحالفت قبائل تاونات وتازة والأطلس من جانب ضد الجيش الاستعماري في مدينة فاس، ومن جانب آخر تحالفت قبيلة حجامي تاونات وقبيلة أولاد جامع ضد الجيش الاستعماري في الريف.

## معركة أنوال
الأسلحة الأولى التي أرسلت من تاونات إلى عبد الكريم في عام 1919 قبل معركة أنوال. هذه هي الأسلحة التي استحوذ عليها تحالف صنهاجة بمنطقة مصباح من الجيش الاستعماري فاز التحالف مرتين على الجيش الاستعماري في عامي 1918 و1919. فازت صنهاجة مصباح في هذه المعارك تحت قيادة محمد أخمليش من زقيط (اتحاد صنهاجة الصرايري) حيث غنمت عددا كبيرا جدا من الأسلحة بما في ذلك المدافع والقذائف، وخراطيش وبنادق ليبيل الحديثة آنذاك (بالفرنسية: Lebel)‏...
شارك محمد أخمليش وابنه أحمد في معركة أنوال مع 1،000 من المقاتلين من صنهاجة جبالة، حيث كان جميعهم مزودون بنادق ليبيل.

## هوامش ومصادر
1. ↑  كتاب:"المغرب غير المعروف." للكاتب Molia
2. ↑  كتاب :"la guere du Rif" للمؤرخ Germain Ayyache.